# 黎粛宗
黎粛宗（れいしゅくそう、ベトナム語: Lê Túc Tông）は、後黎朝大越の第7代皇帝（在位：1504年 - 1505年）。名は黎 敬甫（れい けいほ、ベトナム語: Lê Kính Phủ）または黎 㵮（さんずい＋「大」＋「菫」－「一」）（れい じゅん、ベトナム語: Lê Thuần）。

## 生涯
憲宗の三男。景統2年（1499年）に皇太子に封ぜられる。父帝の死後即位したが、在位わずか半年で崩御した。